# Joe Navarro

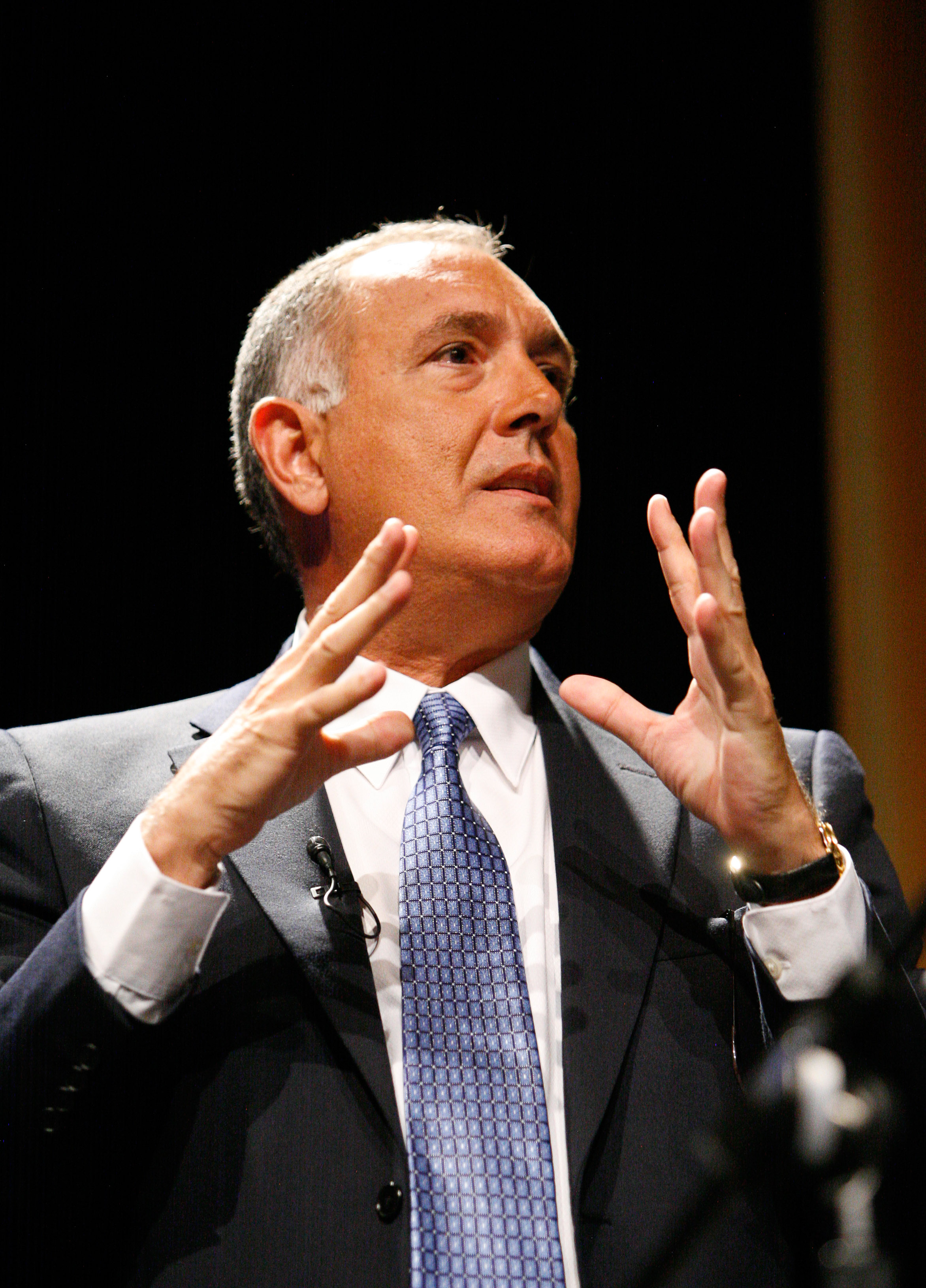
Joe Navarro

Joe Navarro (* 26. Mai 1953 in Cienfuegos, Kuba) ist ein ehemaliger US-amerikanischer Agent und Agentenführer, der heute als Spezialist für Körpersprache und Autor bekannt ist.

## Leben
Navarro kam als Achtjähriger mit seiner Familie nach der fehlgeschlagenen Invasion in der Schweinebucht in die Vereinigten Staaten. Er erwarb einen Bachelor of Science im Fach Justizverwaltung an der Brigham Young Universität in Provo, Utah und danach einen Master of Arts im Fach Internationale Beziehungen an der Salve Regina University in Newport, Rhode Island.
Danach war Navarro 25 Jahre lang im Dienst des FBI, zuerst als Agent und danach als Agentenführer in den Bereichen Gegenspionage und Verhaltensbeurteilung. Beim FBI diente er unter anderem auch als Kommandeur einer Spezialeinheit (SWAT Team) und war Gründungsmitglied des FBI Programms für Verhaltensanalyse.
Seitdem Navarro das FBI verlassen hat, schreibt er Bücher und hält Vorträge zum menschlichen Verhalten. Er gehört zurzeit zum Lehrkörper der Saint Leo University in Florida. Er hat mehrfach an der Harvard Business School Vorträge gehalten, ist seit 2003 Berater des US-amerikanischen Außenministeriums und ein Fellow am Institute for Intergovernmental Research.

## Veröffentlichungen
- mit John Schafer: Advanced Interviewing Techniques. Proven Strategies for Law Enforcement, Military and Security Personnel. Charles C. Thomas, Springfield, Illinois, USA 2004, ISBN 0-398-07444-5.
- Hunting Terrorists: A Look at the Psychopathology of Terror. Charles C. Thomas, Springfield, Illinois, USA 2005, ISBN 0-398-07594-8. 2. Auflage, 2013, ISBN 978-0-398-08898-9.
- Read'em and Reap. Harper Collins, New York City, USA 2006, ISBN 0-06-119859-5.
- What Every Body is Saying, Harper Collins, New York City, USA 2008, ISBN 978-0-06-143829-5.
  - deutsch von Kimiko Leibnitz: Menschen lesen: Ein FBI-Agent erklärt, wie man Körpersprache entschlüsselt. mvg-Verlag, München 2010, ISBN 978-3-86882-213-7.
- mit Toni Sciarra Poynter: Louder than Words: Take Your Career from Average to Exceptional with the Hidden Power of Nonverbal Intelligence. Harper Collins, New York City, USA 2010, ISBN 978-0-06-177139-2.
  - deutsch: Menschen verstehen und lenken: Ein FBI-Agent erklärt, wie man Körpersprache für den persönlichen Erfolg nutzt. mvg Verlag, München 2011, ISBN 978-3-86882-239-7.
- Clues to Deceit. A Practical List.
  - deutsch von Kimiko Leibnitz: Der kleine Lügendetektor. Ein praktisches Handbuch. mvg Verlag, München 2013, ISBN 978-3-86882-431-5.[1]
- mit Toni Sciarra Poynter: Dangerous Personalities. Rodale Books, 2014, ISBN 978-1-62336-192-1.
  - deutsch: Dangerous Personalities: Die Psychopathen unter uns. Der FBI-Agent erklärt, wie Sie gefährliche Menschen im Alltag erkennen und sich vor ihnen schützen. mvg-Verlag, München 2014, ISBN 978-3-86882-493-3.
- Dating Body Language Basics. Kindle Edition, 2011
  - deutsch: Die Körpersprache des Dating. mvg, München 2014, ISBN 978-3-86882-332-5.
- The Dictionary of Body Language: A Field Guide to Human Behavior. William Morrow Paperbacks, USA 2018, ISBN 9780062846877.